# اللغة العربية في مراحل الضعف والتبعية (كتاب)
اللغة العربية في مراحل الضعف والتبعية هو كتاب من تأليف عبد العلي الودغيري صدر عن الدار العربية للعلوم ناشرون في بيروت عام 2013.ويقع الكتاب في 288 صفحة من القطع الكبيرة،قسّم المؤلف الكتاب إلى أربعة فصول رئيسية.

## محتوى الكتاب
- الفصل الأول: يرصد مراحل ضعف اللغة العربية وتبعيتها في التاريخ الحديث.
- الفصل الثاني: يناقش وضع العربية في عصر العولمة، بين عناصر القوة والضعف.
- الفصل الثالث: يعالج إشكالية الازدواجية بين الفصحى واللهجات، ويتساءل عن طبيعة العلاقة بينهما.
- الفصل الرابع: يتناول دور الإعلام في توحيد اللغة وتقريب الفصحى من اللهجات.[4][5]

## أهداف الكتاب
يسعى كتاب اللغة العربية في مراحل الضعف والتبعية إلى تحليل أسباب تراجع مكانة اللغة العربية في العصر الحديث، من خلال ربط الأزمة اللغوية بالأوضاع الثقافية والسياسية للمجتمعات الناطقة بها. ويهدف المؤلف عبد العلي الودغيري إلى إثارة الوعي بضرورة إعادة الاعتبار للفصحى، وتعزيز حضورها في مؤسسات التعليم والإعلام، وانتقاد السياسات اللغوية التي كرّست التبعية للغات الأجنبية، داعيًا إلى مقاومة التهميش اللغوي واستعادة الدور المركزي للعربية في الحياة العامة والثقافية.

## تاُثير الكتاب
ترك كتاب اللغة العربية في مراحل الضعف والتبعية أثرًا ملموسًا في النقاشات الأكاديمية والثقافية حول وضعية اللغة العربية، حيث اعتُبر مساهمة نوعية في فهم أسباب التراجع اللغوي وربطها بالسياسات التربوية والهووية في العالم العربي. أثار الكتاب اهتمام الباحثين واللغويين لما طرحه من مقاربات نقدية جريئة ودعوات لإصلاح واقع اللغة، كما استُشهد به في دراسات ومقالات تناولت مستقبل الفصحى في ظل التحديات المعاصرة مثل العولمة، والتغريب، وهيمنة اللغات الأجنبية على مناحي الحياة العامة والإعلام.

## اقتباسات من الكتاب
"الأمة التي ليس لها تاريخ مكتوب، فكأنما ليس لها ماضٍ موجود، ومن ليس له ماضٍ ليس له جذور، ومن ليس له جذور يسهل اقتلاعه واجتثاثه ومحوه من ذاكرة التاريخ."هذا الاقتباس يُبرز أهمية اللغة بوصفها وعاءً للذاكرة الجماعية والهوية الحضارية.
"ما تعانيه العربية، بوجه عام والفصحى بوجه خاص، في هذه الظرفية التي لا نظنها إلا عابرة مهما طال ليلها، ما هو إلا انعكاس لحالة الأمة وتردّي أوضاعها." يربط الكاتب أزمة اللغة بأزمة الأمة، مؤكدًا أن النهضة اللغوية لا تتحقق إلا بنهضة أهلها.

"إبعاد العربية عن المجالات الحيوية، وخاصة في تلقين العلوم الدقيقة والتقنيات، هو عنوان إهمالها ودليل على الرغبة في تأخيرها وتهميشها." ينتقد المؤلف السياسات التعليمية التي تهمّش الفصحى لصالح اللغات الأجنبية.

## قال النقاد
وقدم له الدكتور عبد السلام المسدي، الذي رأى أن المؤلف "يَصْهر المحليّ المغربي في القومي العربي صهراً بَراء من كل تكلُّف أو نشاز، ويخاطب القارئ قائلاً له: "ستعجب بهذا الوئام البحثي الَبهيّ الذي يصنعه صاحبُنا بين العربي والإسلامي، بين اللغوي والسياسي، بل بين تاريخ مضى وحاضر نحياه وآت ننتظره انتظارَ أبي الطيب لحُمّاه…".

## جوائز
فاز الكتاب بجائزة المغرب للكتاب لعام 2014، في قسم الدراسات الأدبية واللغوية.